# Charles Tennyson d'Eyncourt
Charles Tennyson d'Eyncourt (20 de Julho de 1784 – 21 de Julho de 1861), baptizado como Charles Tennyson, foi um político britânico, proprietário e parlamentar eleito por Lambeth de 1832 a 1852. Ficou conhecido pelas suas pretensões sociais e pelo seu comportamento deselegante para com o seu sobrinho, o poeta Alfred Tennyson.